# Fermata
Una fermata és una detenció o pausa normalment al final d'un text musical. Quasi sempre va indicada amb un calderó. Aquesta pausa és un element de notació musical indicant que la nota ha de ser sostinguda per més temps del que el seu valor de nota indica (més d'un temps en cas de ser una negra, més de mig temps en cas de ser una corxera…)
Exactament com més ha de ser sostinguda queda a discussió de l'intèrpret, però el doble de la durada no seria estrany.